# زعفران ثنائي الزهر
زعفران ثنائي الزهر هو نوع من النباتات المزهرة في جنس الزعفران من الفصيلة السوسنيةموطنه جنوب شرق أوروبا وجنوب غرب آسيا بما في ذلك إيطاليا والبلقان وأوكرانيا وتركيا والقوقاز والعراق وإيران. إنه نبات جعثني معمر يطول ويعرض نحو ٦ سم. إنه نوع شديد التباين بين أفراده لأزهاره ظلال من البنفسجي الباهت أو الأبيض ، غالبًا مع خطوط داكنة. تظهر الأزهار في أوائل الربيع. 